# Whitesville (Virginia Occidentale)
Whitesville è un comune degli Stati Uniti d'America, situato nello Stato della Virginia Occidentale, nella contea di Boone.